# Kyriakos Mītsotakīs
Kyriakos Mītsotakīs (in greco Κυριάκος Μητσοτάκης?, AFI: [ciɾˈʝakos mit͡soˈtacis]; Atene, 4 marzo 1968) è un politico greco, leader del partito conservatore Nuova Democrazia e Primo ministro della Grecia dall'8 luglio 2019 al 25 maggio 2023 e di nuovo dal 26 giugno 2023.

## Biografia

### Primi anni ed istruzione
Mitsotakis proviene da una famiglia di politici: nel suo albero genealogico figura l'insigne statista Eleutherios Venizelos, un politico di formazione liberale che diresse il Paese, nei difficili anni delle Guerre balcaniche, Prima guerra mondiale e della Guerra greco-turca. Anche il bisnonno ed il nonno ricoprirono la carica di deputati al Parlamento ellenico.
Figlio di Konstantinos Mitsotakis, all'epoca della sua nascita il genitore venne dichiarato persona non grata dalla giunta militare greca, all'età di appena sei mesi il piccolo Kyriakos si trasferisce con la famiglia a Parigi e torna in Grecia nel 1974, dopo la restaurazione della democrazia. Il padre divenne Primo ministro dal 1990 al 1993. Nel 1986 frequenta l'Università della sua città natale. Dal 1986 al 1990 studia scienze sociali all'Università di Harvard, laureandosi con il massimo dei voti.

### Carriera bancaria
Lavora come analista economico presso la Chase Manhattan Bank di Londra agli inizi degli anni Novanta. In seguito ritorna in Grecia, dove va a lavorare alla Polemikí Aeroporía durante il servizio militare. Successivamente ritorna negli Stati Uniti, studiando presso l'Università di Stanford e ottenendo un MBA. Dal 1995 al 1997 è nuovamente a Londra presso la McKinsey & Company. Quindi ritorna di nuovo in Grecia, lavorando presso l'Alpha Bank.

### Carriera politica
Durante le elezioni greche del 2000, Mitsotakis fa campagna elettorale per il partito Nuova Democrazia, poi sconfitto di misura dal Movimento Socialista Panellenico. Alle elezioni successive si presenta per la circoscrizione B di Atene, dove viene eletto al Parlamento Ellenico.

#### Ministro del governo Samaras
Il 24 giugno 2013 è nominato Ministro per la riforma dell'amministrazione pubblica nel governo presieduto da Antōnīs Samaras.
Durante questo periodo, ha perseguito il completamento di una riorganizzazione funzionale di istituzioni, strutture e processi dell'amministrazione pubblica greca. Ha sostenuto con fermezza il drastico ridimensionamento del settore pubblico e la riforma strutturale dell'amministrazione fiscale. Questo ha comportato anche il licenziamento di più di 10.000 dipendenti pubblici.

#### Leader diNuova Democrazia
Nel 2015 viene nominato portavoce parlamentare del partito ed è uno dei primi ad annunciare la propria candidatura alle primarie per la leadership del partito in occasione delle elezioni anticipate, dopo che Samaras si era dimesso da presidente. Alle primarie però viene tallonato dall'ex Presidente del Parlamento greco Vangelīs Meimarakīs.
Il 10 gennaio 2016 si ricandida alle primarie dopo le dimissioni di Meimarakis riuscendo a vincerle e succedendo al presidente ad interim Iōannīs Plakiōtakīs. È entrato in carica il giorno dopo.
La sua leadership porta Nuova Democrazia verso posizioni più liberalconservatrici (in particolare in ambito fiscale) distinguendosi per essere uno degli esponenti più liberali del suo partito. Nuova Democrazia, da sempre partito europeista, sotto la guida di Mitsotakis si è mostrato un partito attento a posizioni nazionalistiche ed intenzionato a rinegoziare gli accordi con la Troika, in particolare per quanto riguarda l'avanzo primario, al fine di sbloccare risorse per gli investimenti.
Mitsotakis è stato uno dei principali politici greci ad opporsi agli Accordi di Prespa fra Grecia e Macedonia del Nord, infatti il suo partito ha vinto con il 33% dei voti alle elezioni europee del maggio 2019 con una campagna su temi nazionalistici e criticando le politiche di accoglienza degli immigrati. In particolare, Nuova Democrazia è riuscito a riconquistare i voti di Alba Dorata.

### Primo ministro greco
Nel luglio 2019 Mitsotakis guida Nuova Democrazia alla vittoria, con il 39,85% dei voti, delle elezioni parlamentari, tenutesi pochi mesi prima della scadenza naturale della legislatura, con un programma politico incentrato sulla sicurezza (negli ultimi anni si è visto un incremento della criminalità nella capitale), sul rilancio degli investimenti economici e sull'abbassamento delle tasse. Viene nominato all'indomani dei risultati Primo ministro.
La nomina di personalità neofasciste a capo dei ministeri è stata accolta con freddezza all'estero e dalla comunità ebraica greca. Israele ha annunciato che non collaborerà con il ministro dell'Agricoltura Mavroudís Vorídis. "Kyriakos Mitsotakis è salito al potere soddisfacendo le diverse tendenze della destra: i conservatori tradizionali, gli ultraliberali e la destra autoritaria e xenofoba. Questo equilibrio controllato è percepibile fin dai primi giorni di governo", afferma Filippa Chatzistavrou, politologa della Fondazione ellenica per la politica estera ed europea.
Il 31 agosto 2021 ha fatto entrare nel suo governo altri tre esponenti dell'estrema destra, suscitando nuovamente polemiche. Il nuovo ministro della Sanità, Athanassios Plevris, aveva fatto in passato commenti apertamente antisemiti.

#### Provvedimenti economici
Fin da subito il suo governo avvia una linea d'azione per l'abbassamento delle tasse, l'introduzione di una flat tax di 15 anni per i neo-residenti, taglio delle pensioni più alte ed il rilancio degli investimenti in Grecia come ad esempio le mosse del nuovo esecutivo riguardanti il cosiddetto Piano Hellinikon.
Nell'agosto 2019 è stata adottata una riforma del diritto del lavoro. Il testo prevede la possibilità per il datore di lavoro di licenziare i propri dipendenti senza dover motivare la propria decisione, né avvertire preventivamente le persone interessate. La squadra antifrode dell'Agenzia delle Entrate viene abolita e i suoi dipendenti integrati nel Ministero delle Finanze, il che potrebbe ridurre il loro margine di manovra.
A partire dal 2019, lancerà un'ondata di privatizzazioni, tra cui le infrastrutture turistiche, i terreni costieri, le quote statali nelle società del gas e dell'elettricità e nell'aeroporto di Atene. D'altra parte, è in corso di attuazione una riforma fiscale che mira a rendere il Paese "un paradiso per i miliardari e i cittadini più ricchi", osserva il Financial Times. L'obiettivo è attrarre gli investimenti offrendo aliquote fiscali ridotte. Una clausola proteggerà i beneficiari di questa politica fiscale da eventuali cambiamenti di politica da parte di governi futuri. Il Primo Ministro annuncia inoltre una riduzione dell'imposta sugli immobili pari in media al 22%. La riduzione di questa imposta è particolarmente vantaggiosa per i grandi proprietari terrieri.
La "legge sulla grande crescita", adottata nell'estate del 2020, prevede la restrizione del diritto di sciopero e l'abolizione dei contratti collettivi, già sospesi nel 2012 su richiesta della Troika e poi ripristinati dal governo Tsipras. La politica migratoria è stata inasprita: è stata abolita la copertura delle cure ospedaliere per gli stranieri indigenti e il periodo in cui i rifugiati a cui è stato concesso l'asilo possono risiedere nelle case popolari è stato ridotto da sei mesi a un mese. Per quanto riguarda le questioni ambientali, il governo allenta la legislazione per facilitare l'esplorazione petrolifera.
Nel 2019 il governo greco ha lanciato una gara internazionale per la vendita della quota di Hellenic Vehicle Industry. Nel 2020, la vendita dell'azienda a un consorzio di interesse israeliano che comprendeva Plasan Sasa Ltd, Naska Industries – SK Group e l'imprenditore ellenico Aristidis Glinis sembra essersi conclusa con successo. Secondo le fonti, è stato annunciato che il consorzio israeliano è stato considerato il miglior offerente nella gara pubblica per la vendita delle attività di ELVO e il consorzio israeliano si è impegnato a investire tra 95 e 135 milioni di euro in ELVO nei prossimi cinque anni.
Nei primi 100 giorni del nuovo governo l'ENFIA (l'imposta sugli immobili) è diminuita al 22%, viene varata una nuova legge sul pagamento a rate e l'esecutivo riesce ad ottenere l'approvazione da parte dell'Eurogruppo per apporre una garanzia pubblica ai crediti deteriorati avviando il cosiddetto piano Ercole puntando sul risanamento del settore bancario greco e riuscendo a far riguadagnare valore ai titoli greci. Viene inoltre portato avanti un programma per il rientro dei cervelli in fuga.
All'inizio di agosto 2019, il governo ha presentato un emendamento che stabilisce un nuovo massimale sull'importo totale delle pensioni mensili dovute a vecchiaia, invalidità o decesso da parte dell'EFKA (l'agenzia unica di sicurezza sociale greca) stabilendo il tetto pensionistico mensile massimo di 4.608 euro. Con questo limite, l'ufficio contabilità generale dello Stato stima che dal 2019 al 2023 verranno risparmiati circa 7 miliardi di euro.
Il governo guidato da Mitsotakis in campo energetico ha concesso nuove licenze di estrazione a Total, ExxonMobil e Greek Petroleum intorno a Creta ed a Repsol-Hellenic Petroleum Consortium nel golfo di Kyparissia, ma si è anche segnalato per il nuovo piano da 700 milioni di euro (finanziato dalla Bei) nel campo delle energie rinnovabili.
Ad aprile, il governo ha avviato programmi di formazione a distanza per scienziati, con un sussidio di 600 euro. L'impresa è stata caratterizzata come uno scandalo poiché sulle piattaforme di telecard sono apparse frasi che non avevano significato in greco e risultavano dalla traduzione automatica di termini stranieri e da errori di ortografia. Queste frasi hanno cominciato a diffondersi attraverso i social network e il governo sotto il peso della protesta è stato costretto a fermare i programmi. Il 1º luglio 2020 è stato approvato un disegno di legge che modifica i prestiti e le sovvenzioni alle imprese riguardante la tassazione di immobili, la fatturazione elettronica, il credito agricolo e altre misure.
Il 31 marzo 2021 viene presentato il piano Grecia 2.0 in merito al Next Generation EU.

#### Politica interna

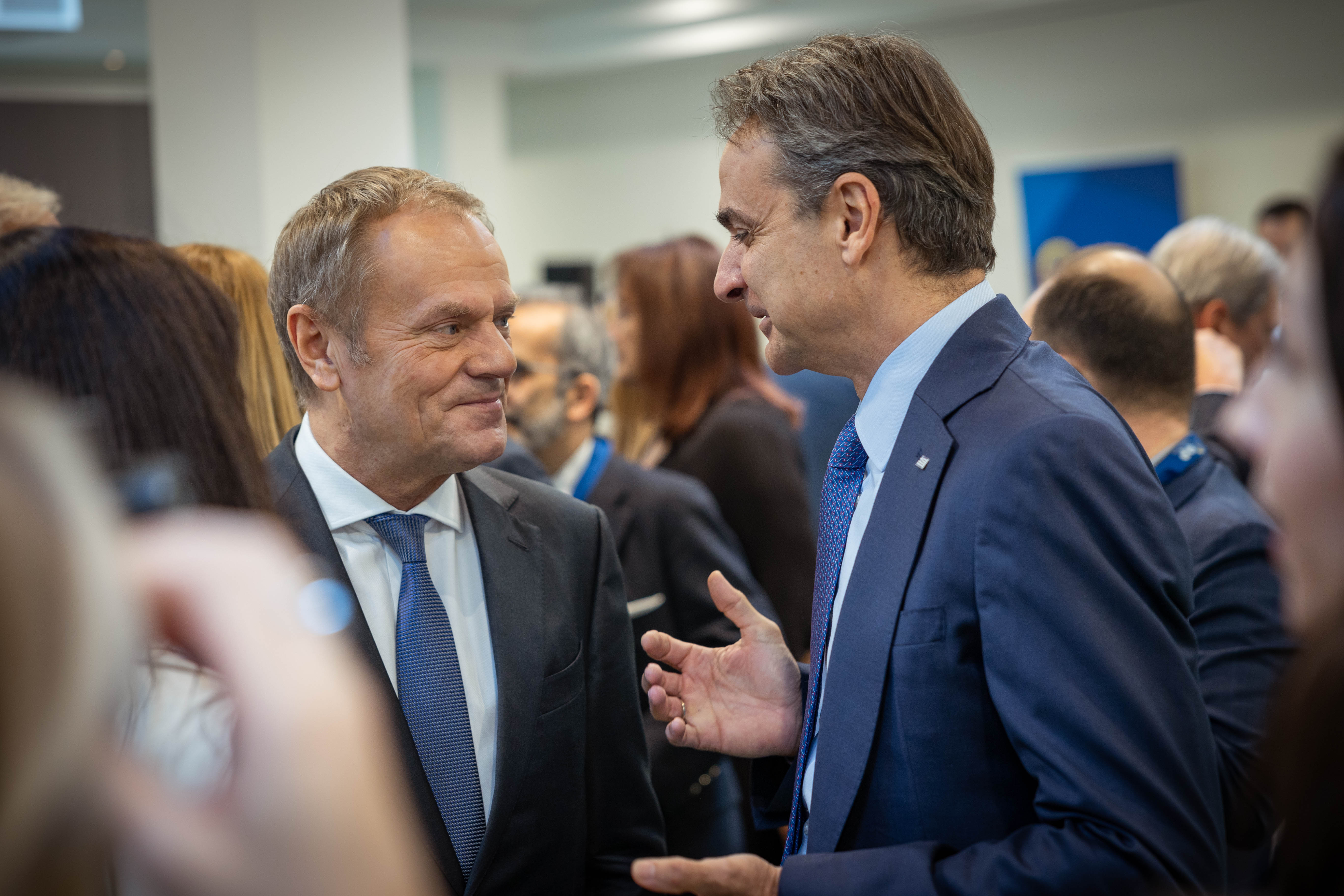
Mītsotakīs con il primo ministro polacco Donald Tusk nel 2023.

Il 12 luglio 2019, sotto il governo Mitsotakis si è svolta la prima operazione pilota del sistema del numero di chiamata di emergenza paneuropea "112", nella parte delle chiamate in arrivo, vale a dire da parte dei cittadini al numero. Fino ad allora, il numero "112" operava in tutti i paesi europei ad eccezione della Grecia e di Malta, che erano i soli che non utilizzavano alcun sistema di avvertimento pubblico dei cittadini per le emergenze. All'inizio di agosto 2019 è stata completata l'implementazione di una "soluzione intermedia", che ha permesso di inviare messaggi SMS convenzionali a tutti i telefoni cellulari situati nelle aree di interesse, in collaborazione con i fornitori di telefonia mobile. Allo stesso tempo, la formazione di coloro che impiegano i call center di "112" è stata completata e sono stati messi in funzione due centri. Dal 1º gennaio 2020, il numero in uscita era pienamente operativo. Riguardo a quest'ultimo, è diventato possibile, oltre al resto, inviare messaggi di Cell Broadcast (CB), ovvero messaggi di avvertimento scritti in greco e inglese accompagnati da un caratteristico suono di allarme, agli smartphone dei cittadini In caso di emergenza. Inoltre, è stato reso possibile registrarsi nel database del Segretariato generale per la protezione civile per la notifica tramite messaggi di testo, SMS, e-mail o allarmi vocali per telefono o telefono cellulare. Il 27 agosto 2021 viene inoltre attivata la linea 13035 per le persone colpite da calamità naturali.
Vengono inoltre avviate nuove politiche in tema di sicurezza nelle località turistiche e nelle università (una delle prime iniziative legislative è stata l'abolizione della legge sull'asilo nelle università del paese che vietava l'accesso alla polizia se non su richiesta del rettore o del senato accademico in vigore dal 1974) inoltre sono state evacuate dozzine di edifici sotto occupazione nel quartiere “anarchico” Exarchia di Atene.
All'inizio di agosto 2019 è stato presentato e votato dal governo un disegno di legge interministeriale (legge 4623/2019) che prevedeva, tra l'altro, i cambiamenti nello status di asilo universitario sopra menzionati. Lo stesso disegno di legge ha introdotto la possibilità di cooperare con gli enti comunali e regionali e l'adeguamento del modo di votare il bilancio dei comuni e delle regioni. Il disegno di legge ha anche istituito l'Hellenic Space Center (EL.KE.D.) come entità giuridica di diritto privato e ha abolito l'Agenzia spaziale ellenica istituita nel 2017 sotto il governo Tsipras. Il disegno di legge prevedeva anche la sospensione della creazione di una quarta scuola di legge presso l'Università di Patrasso e la riduzione del tasso di interesse per i debiti verso i fondi assicurativi dal 5% al 3%.
Il 24 febbraio 2021 viene presentato il nuovo quadro istituzionale per gli animali domestici e l'uccisione di animali viene riconosciuta come reato. A ottobre dello stesso anno, la pesca illegale da parte di stranieri nelle acque territoriali greche torna ad essere un reato.

#### Revisione costituzionale
Nel novembre 2019 è stata completata la revisione costituzionale avviata dal governo precedente che ha introdotto diversi cambiamenti nella costituzione ellenica. Il cambiamento più importante è la disconnessione dello scioglimento del Parlamento in caso di mancata elezione del Presidente della Repubblica alla terza votazione. In particolare, secondo l'articolo 32 della nuova Costituzione, vengono espressi 5 voti, i primi due con maggioranza di 200 voti e il terzo con maggioranza di 180. Se il presidente non viene eletto dopo tre votazioni, la quarta votazione e quelle successive richiederanno una maggioranza di 151 voti. Inoltre, l'articolo 54 ha aggiunto un nuovo paragrafo che conferisce il diritto di voto ai greci espatriati che hanno vissuto all'estero per un massimo di 35 anni e hanno presentato una dichiarazione dei redditi nell'esercizio corrente o precedente. Anche gli emendamenti agli articoli 68 e 86 sulla responsabilità dei ministri e l'ammortamento dei loro reati sono considerati di notevole importanza.
Il 24 gennaio 2020 viene approvata la nuova legge elettorale (legge 4654/2020), che entra in vigore dalle successive elezioni. Essa abolisce il sistema proporzionale semplice che era stato approvato dal precedente governo.

#### Politiche sociali e dell'istruzione

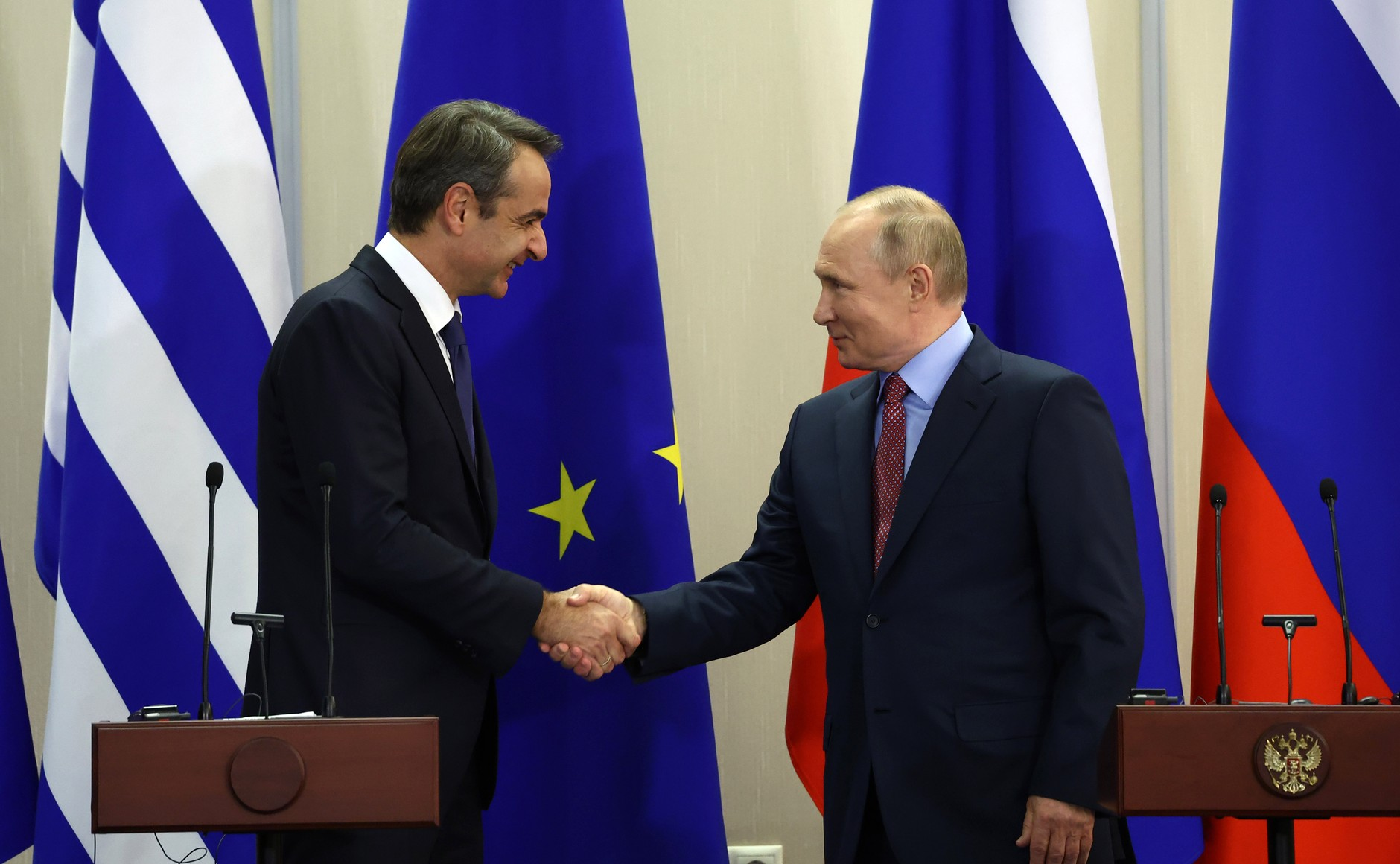
Mītsotakīs con il presidente russo Vladimir Putin nel 2021.

Il 21 maggio 2021 viene pubblicata la Legge 4800/2021, che definisce l'affidamento congiunto obbligatorio dei figli ed il pagamento di un assegno di mantenimento.
Il 23 luglio dello stesso anno il Museo di Delfi diventa accessibile telematicamente alle persone con difficoltà motorie.
Il 9 giugno 2021 è stata annunciata l'istituzione delle prime 6 Scuole Superiori Professionali Standard. Il 10 giugno invece il disegno di legge Hatzidaki viene approvato con grandi reazioni e accuse di abolire la giornata lavorativa di otto ore e i diritti del lavoro. Sotto Mitsotakis tuttavia il salario minimo è salito a 663 euro il 1º gennaio 2022 e a 713 euro lordi il 1º maggio dello stesso anno. L'8 settembre è stata pubblicata la legge 4826/2021, che prevede la riduzione dei contributi e l'assegnazione delle pensioni complementari ai fondi.
Il 10 gennaio 2022 è stata aperta la piattaforma per l'esenzione dal canone di telefonia mobile per i giovani dai 15 ai 29 anni.
Le nuove leggi eliminano la sociologia e l'arte dai programmi della scuola secondaria, ma rafforzano il greco antico e il posto della religione. All'inizio del 2021 viene creata una forza di polizia speciale per pattugliare i campus universitari, composta da 1.000 agenti di polizia equipaggiati con manganelli e spray antiaggressione. Le proteste di studenti e accademici hanno contestato la mossa. Il costo della brigata - 20 milioni di euro all'anno, a fronte di un budget annuale per l'istruzione superiore di 91,6 milioni di euro - è stato criticato.

#### Sanità
Un'altra disposizione del disegno di legge 4623/2019 stabilisce che l'approvvigionamento di farmaci costosi per i malati di cancro e i pazienti con sclerosi multipla può essere fatto dalle farmacie del vicinato con un appuntamento programmato e non dalle farmacie EOPYY (l'Organizzazione nazionale per la fornitura di servizi sanitari), riducendo significativamente i tempi di attesa e semplificando il processo. Inoltre, il nuovo regolamento prevede che i farmaci per la chemioterapia dell'assicurato nelle cliniche private saranno ricevuti dalle farmacie di EOPYY sotto la responsabilità delle cliniche e non dei pazienti, come è accaduto fino ad allora, in modo che i pazienti possano andare direttamente in clinica per il trattamento.
Nell'ottobre 2019, il governo vara la nuova normativa anti-fumo (legge 4633/2019). Durante la pandemia di COVID-19, il governo greco decide la chiusura delle attività pubbliche prima del primo caso di morte causato da Coronavirus già a fine febbraio 2020, ha portato i posti di terapia intensiva disponibili nel paese da 560 a 910 ed ha assunto quattromila persone fra medici e operatori sanitari nella sanità statale per far fronte alla situazione di emergenza. Il 28 giugno 2021 è stata introdotta l'istituzione di un pass COVID e un buono da 150 euro concesso ai giovani di età compresa tra i 18 e i 25 anni che si vaccinano che è criticato come misura preelettorale "immorale".
Il 4 aprile 2022 è stato messo in consultazione il disegno di legge “Dottore per tutti”, riguardante la creazione di una assistenza sanitaria di base e di un modello di medico di famiglia. Il 10 maggio successivo le terapie di conversione sono state bandite. Dal 1º luglio 2022 i non assicurati dell'EFKA (Agenzia nazionale di previdenza sociale) sono stati esclusi dalle prescrizioni private.
Vanno segnalate manifestazioni di protesta contro il governo per il progetto portato avanti dall'esecutivo riguarda la privatizzazione della sanità (comprendente in particolare la possibilità che dei medici privati lavorino nelle strutture pubbliche, che la gestione delle attrezzature tecniche sia affidata a compagnie private e che gli stessi ospedali pubblici siano trasformati in aziende).

#### Politica estera e difesa

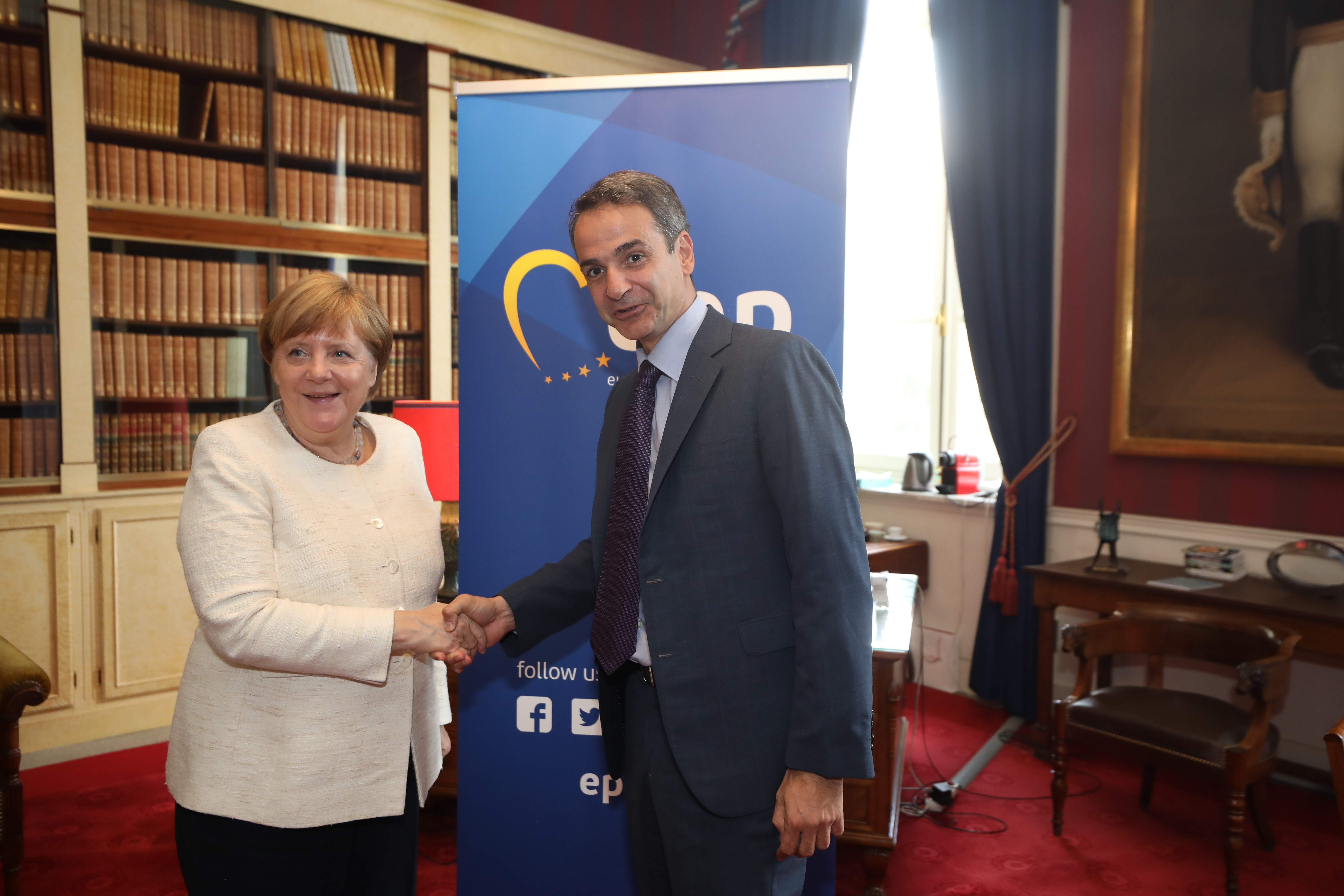
Kyriakos Mītsotakīs insieme alla cancelliera tedesca Angela Merkel nel 2019.

Uno dei primi atti del suo governo è stato il riconoscimento a livello internazionale di Juan Guaido come legittimo leader del Venezuela.
In campo internazionale va però segnalato un acuirsi della situazione diplomatica con la Turchia (che anche in virtù di interessi energetici rivendica l'isola greca di Castelrosso) a seguito dell'intervento turco in Libia ad inizio 2020, dell'avvio del progetto del gasdotto Eastmed, della firma il 25 novembre 2021 tra Grecia ed Egitto del protocollo d'intesa per la realizzazione di un cavo elettrico sottomarino tra i due Paesi e di nuove tensioni a livello migratorio che hanno indotto il governo Mitsotakis a lanciare anche un appalto per creare una barriera galleggiante al fine di limitare l'afflusso di migranti. Ha chiesto al Consiglio dell'Unione Europea di attuare un embargo sulla vendita di armi nei confronti della Turchia.

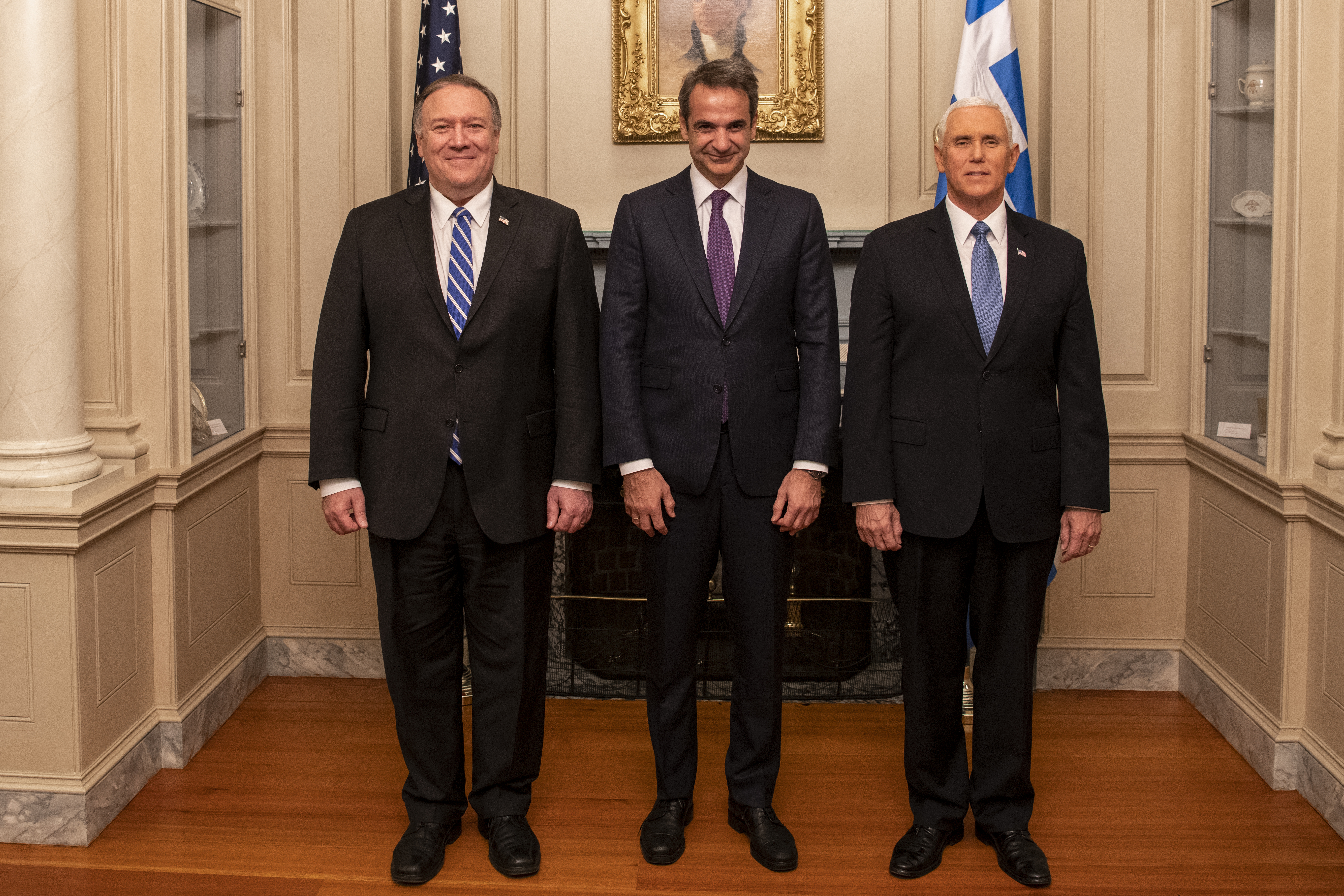
Kyriakos Mītsotakīs in un incontro con il vicepresidente degli Stati Uniti Mike Pence e il segretario di Stato Mike Pompeo a Washington l'8 gennaio 2020.

Durante un discorso all'UNESCO, Mitsotakis ha invitato l'Inghilterra a restituire i Marmi di Elgin al Museo dell'Acropoli di Atene. Vanno segnalati inoltre l'accordo del 6 agosto 2020 firmato al Cairo sulla demarcazione parziale di una zona economica esclusiva con l'Egitto, l'accordo di cooperazione e mutua difesa del 14 ottobre 2021 firmato con gli USA in merito alla costruzione di quattro basi statunitensi in Grecia, l'incontro tripartito sui temi energetici con Cipro ed Egitto del 19 ottobre dello stesso anno, il protocollo strategico firmato con il Regno Unito del 25 ottobre successivo e la sua partecipazione alla Conferenza internazionale sulla Libia del novembre 2021 a Parigi.

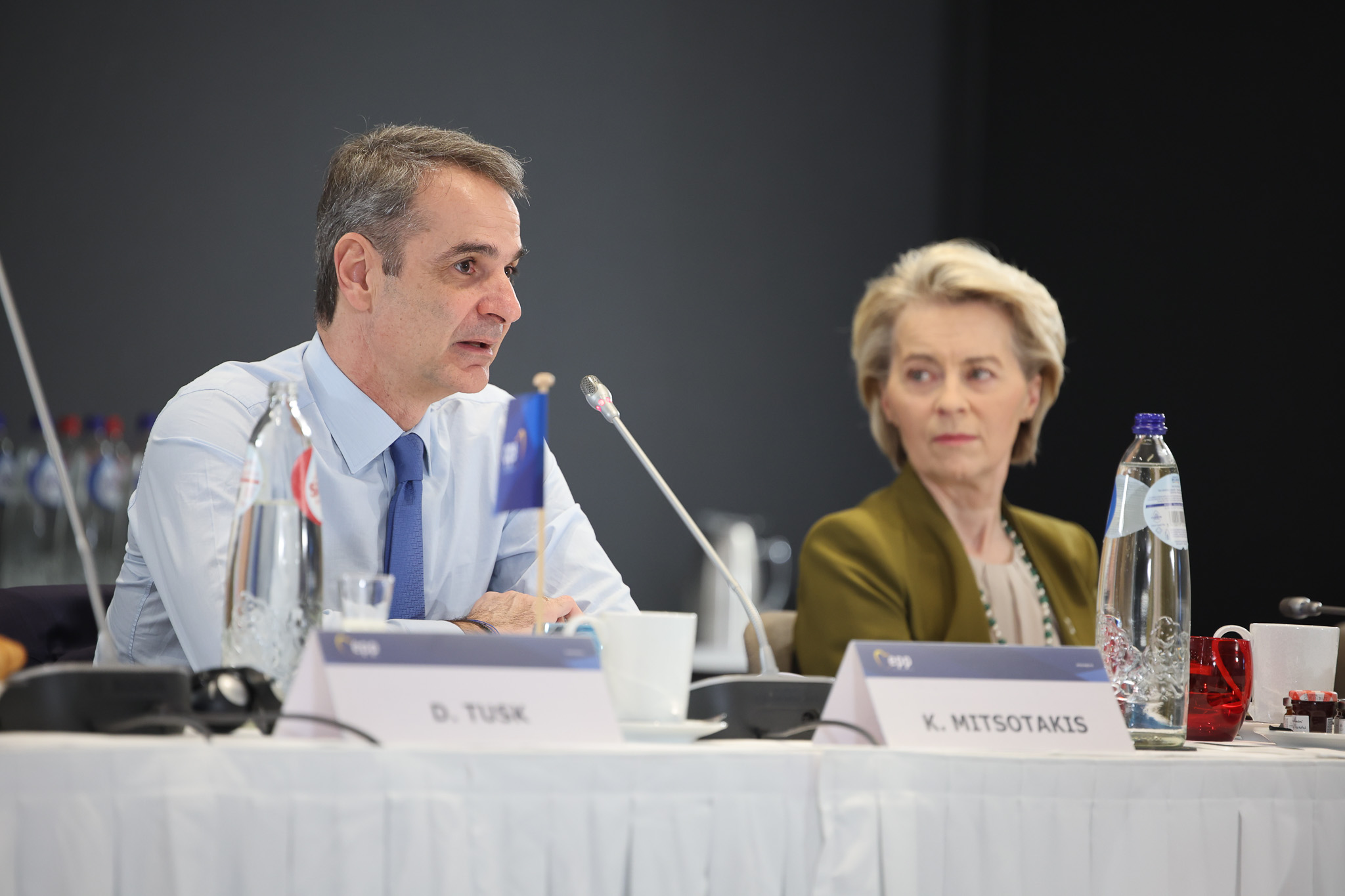
Mītsotakīs con la presidente della Commissione europea Ursula von der Leyen al summit del Partito Popolare Europeo nel giugno 2025.

Mitsotakis, citando le sfide quotidiane della Turchia e l'ascesa del revisionismo turco, ha proceduto al potenziamento delle forze armate greche. Il 28 settembre 2021 il governo Mitsotakis procede alla firma di un accordo di cooperazione militare con la Francia che lo ha contrapposto all'accordo inerente alla creazione dell'AUKUS. La Turchia ha reagito all'accordo con rabbia. Insieme al corrispondente accordo di difesa della Grecia con gli Emirati Arabi Uniti, si stima che sia il più importante accordo interstatale e militare della Grecia dalla seconda guerra mondiale.
Tra le altre cose, il governo Mitsotakis ha proceduto all'acquisto di nuovo equipaggiamento militare come fucili (sostituendo i vecchi G3), veicoli corazzati e materiale bellico. Allo stesso tempo, ha proceduto a rinnovare l'aviazione potenziando gli F-16 in dotazione  e aggiungendo nuovi caccia Rafale oltre a rinnovare la marina con l'acquisizione di nuove fregate francesi per un costo di 5 miliardi di euro. Queste mosse hanno incontrato una forte reazione da parte dell'opposizione e di Alexis Tsipras, che ha affermato che il governo stava entrando in una costosa corsa agli armamenti visti i numerosi problemi socioeconomici che il paese stava affrontando.

#### Scandalo delle intercettazioni telefoniche
Nel luglio 2022, i servizi di sicurezza informatica del Parlamento europeo hanno trovato tracce di spyware sul cellulare dell'eurodeputato socialista Nikos Androulakis, portando alla pubblicità delle intercettazioni di leader dell'opposizione e giornalisti, spiati dai servizi segreti greci (EYP).
Di fronte allo scandalo, si sono dimessi il segretario generale dell'ufficio del primo ministro, che è anche suo nipote, Grigoris Dimitriadis, e Panagiotis Kontoleon, direttore dei servizi segreti. Kyriákos Mitsotákis ha negato di essere coinvolto nella vicenda e ha accusato il suo predecessore Alexis Tsipras di avergli messo delle cimici quando era al potere, affermando al contempo la necessità di avere un servizio di intelligence efficace per affrontare un vicino come la Turchia. Il rifiuto del primo ministro di riconoscere la propria responsabilità, nonostante al momento del suo insediamento avesse posto il PEG - precedentemente collegato al ministero degli Interni - direttamente sotto la sua autorità, ha accentuato la controversia.
In parlamento, 142 deputati hanno votato a favore dell'apertura di un'inchiesta parlamentare: "Spiare politici, personaggi pubblici, giornalisti e uomini d'affari non è normale... Abbiamo un primo ministro che non sapeva (...), che non risponde, che rifiuta di assumersi le sue responsabilità politiche e continua a voler coprire lo scandalo delle intercettazioni", ha denunciato il presidente del gruppo parlamentare del Partito Socialista.

## Vita privata
Kyriakos è sposato con Mareva Grabowski e ha tre figli: Sofia, Konstantinos e Dafni. Oltre al greco, parla anche l'inglese, il francese e il tedesco.
Inoltre è fratello minore dell'ex ministro degli affari esteri, dal 2006 al 2009, Ntora Mpakogiannī, prima donna ad essere sindaco di Atene dal 2003 al 2006.
Nel maggio 2019 il nipote Kōstas Mpakogiannī, figlio di Ntora Mpakogiannī, viene eletto sindaco di Atene.

### Albero genealogico
Membri principali della famiglia Venizelos-Mitsotakis-Mpakogiannīs.

|                                |                                |                                |                                | Kyriakos Venizelos (?–1883)       | Kyriakos Venizelos (?–1883)       | Kyriakos Venizelos (?–1883)       | Kyriakos Venizelos (?–1883)       | Kyriakos Venizelos (?–1883)       | Kyriakos Venizelos (?–1883)       |                                |                                | Styliani Ploumidaki (1830–1897) | Styliani Ploumidaki (1830–1897) | Styliani Ploumidaki (1830–1897) | Styliani Ploumidaki (1830–1897) | Styliani Ploumidaki (1830–1897) | Styliani Ploumidaki (1830–1897) |                                 |                                 |                                                     |                                                     |                                                     |                                                     |                                                     |                                                     |                                  |                                  |                                  |                                  |                               |                               |                               |                               |
|                                |                                |                                |                                | Kyriakos Venizelos (?–1883)       | Kyriakos Venizelos (?–1883)       | Kyriakos Venizelos (?–1883)       | Kyriakos Venizelos (?–1883)       | Kyriakos Venizelos (?–1883)       | Kyriakos Venizelos (?–1883)       |                                |                                | Styliani Ploumidaki (1830–1897) | Styliani Ploumidaki (1830–1897) | Styliani Ploumidaki (1830–1897) | Styliani Ploumidaki (1830–1897) | Styliani Ploumidaki (1830–1897) | Styliani Ploumidaki (1830–1897) |                                 |                                 |                                                     |                                                     |                                                     |                                                     |                                                     |                                                     |                                  |                                  |                                  |                                  |                               |                               |                               |                               |
|                                |                                |                                |                                |                                   |                                   |                                   |                                   |                                   |                                   |                                |                                |                                 |                                 |                                 |                                 |                                 |                                 |                                 |                                 |                                                     |                                                     |                                                     |                                                     |                                                     |                                                     |                                  |                                  |                                  |                                  |                               |                               |                               |                               |
|                                |                                |                                |                                |                                   |                                   |                                   |                                   |                                   |                                   |                                |                                |                                 |                                 |                                 |                                 |                                 |                                 |                                 |                                 |                                                     |                                                     |                                                     |                                                     |                                                     |                                                     |                                  |                                  |                                  |                                  |                               |                               |                               |                               |
|                                |                                |                                |                                | Eleutherios Venizelos (1864–1936) | Eleutherios Venizelos (1864–1936) | Eleutherios Venizelos (1864–1936) | Eleutherios Venizelos (1864–1936) | Eleutherios Venizelos (1864–1936) | Eleutherios Venizelos (1864–1936) |                                |                                | Katigo Venizelou (1858–1934)    | Katigo Venizelou (1858–1934)    | Katigo Venizelou (1858–1934)    | Katigo Venizelou (1858–1934)    | Katigo Venizelou (1858–1934)    | Katigo Venizelou (1858–1934)    |                                 |                                 | Constantine "Costis" Mītsotakīs (1845–1898)         | Constantine "Costis" Mītsotakīs (1845–1898)         | Constantine "Costis" Mītsotakīs (1845–1898)         | Constantine "Costis" Mītsotakīs (1845–1898)         | Constantine "Costis" Mītsotakīs (1845–1898)         | Constantine "Costis" Mītsotakīs (1845–1898)         |                                  |                                  |                                  |                                  |                               |                               |                               |                               |
|                                |                                |                                |                                | Eleutherios Venizelos (1864–1936) | Eleutherios Venizelos (1864–1936) | Eleutherios Venizelos (1864–1936) | Eleutherios Venizelos (1864–1936) | Eleutherios Venizelos (1864–1936) | Eleutherios Venizelos (1864–1936) |                                |                                | Katigo Venizelou (1858–1934)    | Katigo Venizelou (1858–1934)    | Katigo Venizelou (1858–1934)    | Katigo Venizelou (1858–1934)    | Katigo Venizelou (1858–1934)    | Katigo Venizelou (1858–1934)    |                                 |                                 | Constantine "Costis" Mītsotakīs (1845–1898)         | Constantine "Costis" Mītsotakīs (1845–1898)         | Constantine "Costis" Mītsotakīs (1845–1898)         | Constantine "Costis" Mītsotakīs (1845–1898)         | Constantine "Costis" Mītsotakīs (1845–1898)         | Constantine "Costis" Mītsotakīs (1845–1898)         |                                  |                                  |                                  |                                  |                               |                               |                               |                               |
|                                |                                |                                |                                |                                   |                                   |                                   |                                   |                                   |                                   |                                |                                |                                 |                                 |                                 |                                 |                                 |                                 |                                 |                                 |                                                     |                                                     |                                                     |                                                     |                                                     |                                                     |                                  |                                  |                                  |                                  |                               |                               |                               |                               |
|                                |                                |                                |                                |                                   |                                   |                                   |                                   |                                   |                                   |                                |                                |                                 |                                 |                                 |                                 |                                 |                                 |                                 |                                 |                                                     |                                                     |                                                     |                                                     |                                                     |                                                     |                                  |                                  |                                  |                                  |                               |                               |                               |                               |
| Kyriakos Venizelos (1892–1942) | Kyriakos Venizelos (1892–1942) | Kyriakos Venizelos (1892–1942) | Kyriakos Venizelos (1892–1942) | Kyriakos Venizelos (1892–1942)    | Kyriakos Venizelos (1892–1942)    |                                   |                                   | Sofoklīs Venizelos (1894–1964)    | Sofoklīs Venizelos (1894–1964)    | Sofoklīs Venizelos (1894–1964) | Sofoklīs Venizelos (1894–1964) | Sofoklīs Venizelos (1894–1964)  | Sofoklīs Venizelos (1894–1964)  |                                 |                                 | Kyriakos Mītsotakīs (1892–1942) | Kyriakos Mītsotakīs (1892–1942) | Kyriakos Mītsotakīs (1892–1942) | Kyriakos Mītsotakīs (1892–1942) | Kyriakos Mītsotakīs (1892–1942)                     | Kyriakos Mītsotakīs (1892–1942)                     |                                                     |                                                     | Stavroula Ploumidaki (1896–1983)                    | Stavroula Ploumidaki (1896–1983)                    | Stavroula Ploumidaki (1896–1983) | Stavroula Ploumidaki (1896–1983) | Stavroula Ploumidaki (1896–1983) | Stavroula Ploumidaki (1896–1983) |                               |                               |                               |                               |
| Kyriakos Venizelos (1892–1942) | Kyriakos Venizelos (1892–1942) | Kyriakos Venizelos (1892–1942) | Kyriakos Venizelos (1892–1942) | Kyriakos Venizelos (1892–1942)    | Kyriakos Venizelos (1892–1942)    |                                   |                                   | Sofoklīs Venizelos (1894–1964)    | Sofoklīs Venizelos (1894–1964)    | Sofoklīs Venizelos (1894–1964) | Sofoklīs Venizelos (1894–1964) | Sofoklīs Venizelos (1894–1964)  | Sofoklīs Venizelos (1894–1964)  |                                 |                                 | Kyriakos Mītsotakīs (1892–1942) | Kyriakos Mītsotakīs (1892–1942) | Kyriakos Mītsotakīs (1892–1942) | Kyriakos Mītsotakīs (1892–1942) | Kyriakos Mītsotakīs (1892–1942)                     | Kyriakos Mītsotakīs (1892–1942)                     |                                                     |                                                     | Stavroula Ploumidaki (1896–1983)                    | Stavroula Ploumidaki (1896–1983)                    | Stavroula Ploumidaki (1896–1983) | Stavroula Ploumidaki (1896–1983) | Stavroula Ploumidaki (1896–1983) | Stavroula Ploumidaki (1896–1983) |                               |                               |                               |                               |
|                                |                                |                                |                                |                                   |                                   |                                   |                                   |                                   |                                   |                                |                                |                                 |                                 |                                 |                                 |                                 |                                 |                                 |                                 |                                                     |                                                     |                                                     |                                                     |                                                     |                                                     |                                  |                                  |                                  |                                  |                               |                               |                               |                               |
| Nikitas Venizelos (1930–2020)  | Nikitas Venizelos (1930–2020)  | Nikitas Venizelos (1930–2020)  | Nikitas Venizelos (1930–2020)  | Nikitas Venizelos (1930–2020)     | Nikitas Venizelos (1930–2020)     |                                   |                                   |                                   |                                   |                                |                                |                                 |                                 |                                 |                                 |                                 |                                 |                                 |                                 | Kōnstantinos Mītsotakīs (1918–2017)                 | Kōnstantinos Mītsotakīs (1918–2017)                 | Kōnstantinos Mītsotakīs (1918–2017)                 | Kōnstantinos Mītsotakīs (1918–2017)                 | Kōnstantinos Mītsotakīs (1918–2017)                 | Kōnstantinos Mītsotakīs (1918–2017)                 |                                  |                                  | Marika Giannoukou (1930–2012)    | Marika Giannoukou (1930–2012)    | Marika Giannoukou (1930–2012) | Marika Giannoukou (1930–2012) | Marika Giannoukou (1930–2012) | Marika Giannoukou (1930–2012) |
| Nikitas Venizelos (1930–2020)  | Nikitas Venizelos (1930–2020)  | Nikitas Venizelos (1930–2020)  | Nikitas Venizelos (1930–2020)  | Nikitas Venizelos (1930–2020)     | Nikitas Venizelos (1930–2020)     |                                   |                                   |                                   |                                   |                                |                                |                                 |                                 |                                 |                                 |                                 |                                 |                                 |                                 | Kōnstantinos Mītsotakīs (1918–2017)                 | Kōnstantinos Mītsotakīs (1918–2017)                 | Kōnstantinos Mītsotakīs (1918–2017)                 | Kōnstantinos Mītsotakīs (1918–2017)                 | Kōnstantinos Mītsotakīs (1918–2017)                 | Kōnstantinos Mītsotakīs (1918–2017)                 |                                  |                                  | Marika Giannoukou (1930–2012)    | Marika Giannoukou (1930–2012)    | Marika Giannoukou (1930–2012) | Marika Giannoukou (1930–2012) | Marika Giannoukou (1930–2012) | Marika Giannoukou (1930–2012) |
|                                |                                |                                |                                |                                   |                                   |                                   |                                   |                                   |                                   |                                |                                |                                 |                                 |                                 |                                 |                                 |                                 |                                 |                                 |                                                     |                                                     |                                                     |                                                     |                                                     |                                                     |                                  |                                  |                                  |                                  |                               |                               |                               |                               |
|                                |                                |                                |                                |                                   |                                   |                                   |                                   |                                   |                                   |                                |                                |                                 |                                 |                                 |                                 |                                 |                                 |                                 |                                 |                                                     |                                                     |                                                     |                                                     |                                                     |                                                     |                                  |                                  |                                  |                                  |                               |                               |                               |                               |
|                                |                                |                                |                                |                                   |                                   |                                   |                                   |                                   |                                   |                                |                                | Pavlos Mpakogiannīs (1935–1989) | Pavlos Mpakogiannīs (1935–1989) | Pavlos Mpakogiannīs (1935–1989) | Pavlos Mpakogiannīs (1935–1989) | Pavlos Mpakogiannīs (1935–1989) | Pavlos Mpakogiannīs (1935–1989) |                                 |                                 | Ntora Mpakogiannī nata Theodōra Mītsotakī (b. 1954) | Ntora Mpakogiannī nata Theodōra Mītsotakī (b. 1954) | Ntora Mpakogiannī nata Theodōra Mītsotakī (b. 1954) | Ntora Mpakogiannī nata Theodōra Mītsotakī (b. 1954) | Ntora Mpakogiannī nata Theodōra Mītsotakī (b. 1954) | Ntora Mpakogiannī nata Theodōra Mītsotakī (b. 1954) |                                  |                                  | Kyriakos Mītsotakīs (b. 1968)    | Kyriakos Mītsotakīs (b. 1968)    | Kyriakos Mītsotakīs (b. 1968) | Kyriakos Mītsotakīs (b. 1968) | Kyriakos Mītsotakīs (b. 1968) | Kyriakos Mītsotakīs (b. 1968) |
|                                |                                |                                |                                |                                   |                                   |                                   |                                   |                                   |                                   |                                |                                | Pavlos Mpakogiannīs (1935–1989) | Pavlos Mpakogiannīs (1935–1989) | Pavlos Mpakogiannīs (1935–1989) | Pavlos Mpakogiannīs (1935–1989) | Pavlos Mpakogiannīs (1935–1989) | Pavlos Mpakogiannīs (1935–1989) |                                 |                                 | Ntora Mpakogiannī nata Theodōra Mītsotakī (b. 1954) | Ntora Mpakogiannī nata Theodōra Mītsotakī (b. 1954) | Ntora Mpakogiannī nata Theodōra Mītsotakī (b. 1954) | Ntora Mpakogiannī nata Theodōra Mītsotakī (b. 1954) | Ntora Mpakogiannī nata Theodōra Mītsotakī (b. 1954) | Ntora Mpakogiannī nata Theodōra Mītsotakī (b. 1954) |                                  |                                  | Kyriakos Mītsotakīs (b. 1968)    | Kyriakos Mītsotakīs (b. 1968)    | Kyriakos Mītsotakīs (b. 1968) | Kyriakos Mītsotakīs (b. 1968) | Kyriakos Mītsotakīs (b. 1968) | Kyriakos Mītsotakīs (b. 1968) |
|                                |                                |                                |                                |                                   |                                   |                                   |                                   |                                   |                                   |                                |                                |                                 |                                 |                                 |                                 |                                 |                                 |                                 |                                 |                                                     |                                                     |                                                     |                                                     |                                                     |                                                     |                                  |                                  |                                  |                                  |                               |                               |                               |                               |
|                                |                                |                                |                                |                                   |                                   |                                   |                                   |                                   |                                   |                                |                                |                                 |                                 |                                 |                                 | Kōstas Mpakogiannīs (b. 1978)   |                                 |                                 |                                 |                                                     |                                                     |                                                     |                                                     |                                                     |                                                     |                                  |                                  |                                  |                                  |                               |                               |                               |                               |

     I componenti della famiglia divenuti Primi ministri in Grecia sono segnati con lo sfondo azzurro.